# Baccarat (kortspil)
 Denne artikel omhandler kortspillet. Opslagsordet har også en anden betydning, se Baccarat (virksomhed).
Baccarat er et hasard kortspil. Det menes at være blevet introduceret til Frankrig fra Italien under Karl 8. af Frankrig (regerede 1483-1498). Spillet ligner meget Faro og Basset. Der er tre internationalt accepterede varianter af spillet: baccarat chemin de fer (jernbane), baccarat banque og punto banco (eller Nordamerikansk baccarat). Punto banco er strengt taget et chancespil, hvor der ikke er involveret evner eller strategi. I baccarat chemin de fer og baccarat banque kan spillerne træffe valg der tillader evner at spille en rolle.
Baccarat (udtales bakəraː) er et simpelt spil med kun tre mulige resultater – 'spiller', 'bank' og 'uafgjort'. Udtrykket 'spiller' henviser ikke til kunden og udtrykket 'bank' refererer ikke til huset. De er muligheder som spilleren kan spille på. Der er forskellige chancer for at vinde. Det er nemlig sådan, at banken vinder 45,84% af runderne, hvorimod spilleren vinder 44,61% af runderne. 9,55% af runderne slutter uafgjort mellem bank og spiller.

## Trivia
Baccarat Chemin de Fer er favoritspillet for Ian Flemings hemmelige agent, James Bond. Han ses spille spillet i talrige romaner – herunder 007s 1953 debut, Casino Royale, hvor hele historien drejer om et spil mellem Bond og SMERSH skurken, Le Chiffre. Det optræder ligeledes i flere filmede versioner af romanerne, inklusiv Dr. No, komedien fra 1967 Casino Royale, Thunderball, On Her Majesty's Secret Service og GoldenEye.
I 2006 udgaven af Casino Royale er Chemin de Fer erstattet med Texas Hold'em poker. Denne ændring er sikkert lavet grundet den stærkt øgede popularitet for Texas hold 'em.
Spillet var et centralt element i den Kongelige Baccarat skandale i 1890 i England som involverede den fremtidige konge Edward VII.
Baccarat var ligeledes centralt i Jackie Chans film City Hunter.